# Colluricincla woodwardi
A Colluricincla woodwardi a madarak osztályának verébalakúak (Passeriformes) rendjébe és a légyvadászfélék (Pachycephalidae) családjába tartozó faj.

## Rendszerezése
A fajt Ernst Hartert német ornitológus írta le 1905-ben.

## Előfordulása
Ausztrália északi részén honos. Természetes élőhelyei a szubtrópusi és trópusi síkvidéki esőerdők és lombhullató erdők, valamint cserjések, sziklás környezetben. Állandó, nem vonuló faj.

## Megjelenése
Testhossza 25–26,5 centiméter, testtömege 50–60 gramm.

## Életmódja
Rovarokkal és pókokkal táplálkozik, de néha kisebb gerinceseket is fogyaszt.

## Természetvédelmi helyzete
Az elterjedési területe nagy, egyedszáma pedig stabil. A Természetvédelmi Világszövetség Vörös listáján nem fenyegetett fajként szerepel.